# Impuls (fysik)
 For alternative betydninger, se Impuls. (Se også artikler, som begynder med Impuls)
Impuls (gammeldags: bevægelsesmængde) er inden for fysik en bevaret størrelse. Impulsen er brugbar, da den for enhver proces i et lukket inertialsystem er konstant. I klassisk mekanik afhænger impuls af masse og hastighed, mens det i relativistisk mekanik også er muligt at tilskrive en impuls til fotonen og andre partikler uden hvilemasse.

## Impuls i klassisk mekanik
I klassisk mekanik er impulsen {\displaystyle {\vec {p}}} givet ved:
{\displaystyle {\vec {p}}=m{\vec {v}}}
hvor {\displaystyle m} er massen, og {\displaystyle {\vec {v}}} er hastigheden.

### Impuls og impulsændring
Undertiden definerer man størrelsen I som ændringen (efter en periode med indvirkning af kræfter) i impuls p, altså
{\displaystyle {\vec {I}}=\Delta {\vec {p}}}
Det kan føre til forvirring at størrelsen I sommetider blot kaldes impuls. Men normalt menes der med "impuls" den absolutte bevægelsesmængde p.
Advarsel: På engelsk er det kun størrelsen I=Δp der kaldes impulse; den vigtigere og mere benyttede impuls p kan kun kaldes momentum (en:Momentum) på dette sprog.
Dette har intet med det danske ord (kraft)moment at gøre.

### Newtons 2. lov
Vigtigheden og oprindelsen af begrebet impuls p er Newtons 2. lov der udsiger
{\displaystyle {\vec {F}}={\frac {\mathrm {d} {\vec {p}}}{\mathrm {d} t}}\approx {\frac {\Delta {\vec {p}}}{\Delta t}}}
hvor F er den summerede kraft, og t er tiden.
Udledningen af dette forhold kan vises mere detaljeret:
Af Newtons 2. lov vides det at
{\displaystyle {a}={\frac {F}{m}}}
hvor a er vektoren acceleration, F er vektoren kraft, og m er skalaren masse.
<=> Ved at multiplicere med masse på begge side, isolerer man F sådan:
{\displaystyle {F}={m}\cdot {a}}
<=> Da acceleration er defineret som ændringen af hastighed pr. tidsenhed, kan acceleration opskrives som den differentierede hastighed:
{\displaystyle {F}={m}\cdot {\frac {\mathrm {d} {v}}{\mathrm {d} t}}}
<=> Man mulitplicerer m med tælleren:
{\displaystyle {F}={\frac {\mathrm {d} ({m}\cdot {v})}{\mathrm {d} t}}}
<=> Her finder man, at tælleren så opfylder førnævnte definition af impuls. Dvs. at man indsætter p i stedet for m·v sådan:
{\displaystyle {F}={\frac {\mathrm {d} {p}}{\mathrm {d} t}}}
Det er dermed også vist, at kraften, der påvirker en partikel, er impulsændringen over tid.

## Impuls i relativistisk mekanik
Den relativistiske impuls {\displaystyle {\vec {p}}} er relateret til hastigheden {\displaystyle {\vec {v}}}, {\displaystyle c} lysets hastighed og massen {\displaystyle m} af et objekt. Impuls er givet ved:
{\displaystyle {\vec {p}}=\gamma m{\vec {v}}}
hvor {\displaystyle m} er massen (også kaldet hvilemassen), {\displaystyle {\vec {v}}} er hastigheden, og {\displaystyle \gamma } er Lorentzfaktoren givet ved:
{\displaystyle \gamma ={\frac {1}{\sqrt {1-v^{2}/c^{2}}}}}
hvor {\displaystyle c} er lysets hastighed.
For lave hastigheder {\displaystyle v\ll c} er en masses impuls tilnærmelsesvis givet ved den klassiske formel.

## Fotoners impuls
Objekter uden hvilemasse som f.eks. fotoner (elektromagnetisk stråling) besidder også impuls; formlen er:
{\displaystyle p={\frac {hf}{c}}}
hvor
- p er størrelsen af impulsen i kg·m/s = J·s/m.
- h er Plancks konstant ca. h = 6,63 · 10-34 J·s.
- f er lyskvantens frekvens i hertz Hz = s-1.
- c er lysets hastighed i m/s; c = 299.792.458 m/s = 2,99792458 · 108 m/s.

Masseløse objekters impuls, som fx fotoners, indgår i Einsteins komplette relativistiske energiformel:
{\displaystyle E^{2}=m^{2}\cdot c^{4}+p^{2}\cdot c^{2}}

hvor m er massen og p er impulsen.

## Ekstern henvisning
- Eric Weisstein's World of Physics: Mechanics Momentum

## Fodnoter
1. 1 2  Brydensholt, Morten; Gjøe, Tommy; Jessen, Claus; Keller, Ole; Møller, Jan; Vaaben, Jens. Orbit BA (1. e-bogsudgave), Systime A/S 2006, s. 315. ISBN 87-616-1402-5.